# Biskupská synoda pro panamskou oblast
Biskupská synoda pro panamskou oblast běžně označovaná jako synoda o Amazonii, se sešla v Římě ve dnech 6. – 27. října 2019. Papež František 15. října 2017 oznámil, že zvláštní shromáždění biskupské synody bude pracovat na „určení nových cest evangelizace Božího lidu v tomto regionu“, konkrétně domorodých obyvatel, kteří jsou „často zapomenuti a bez vyhlídky na klidnou budoucnost.“
Mezi překážky evangelizace patří obtížný terén, který ztěžuje přístup k původnímu obyvatelstvu, velká rozmanitost používaných jazyků a odpor vlastníků půdy a obchodních zájmů. Podle jedné z vatikánských zpráv se povodí Amazonky rozkládá na ploše přibližně 6 000 000 km2 a žije v něm 2,8 milionu obyvatel rozdělených mezi 400 kmenů, které „hovoří přibližně 240 jazyky patřícími do 49 jazykových rodin.“ Synoda definuje tento region tak, že zahrnuje celou Bolívii, Brazílii, Kolumbii, Ekvádor, Francouzskou Guyanu, Guyanu, Peru, Venezuelu a Surinam nebo jejich části, přičemž většina z těchto zemí je z velké části římskokatolická.

## Pozadí
Již v roce 1912 papež Pius X. v encyklice Lacrimabili statu odsoudil majitele kaučukových plantáží v Peru za špatné zacházení s domorodým obyvatelstvem a odsoudil kapucínské misionáře za to, že je nechrání. Papež Jan Pavel II. svolal podobné synody pro Nizozemsko v roce 1980 a pro Libanon v roce 1995.
Při návštěvě Brazílie v červenci 2013 papež František řekl: „Církev v povodí Amazonky není přítomna jako někdo, kdo má sbalená zavazadla a je připraven odejít poté, co využil vše, co bylo možné. Církev byla v Amazonské pánvi přítomna od samého počátku, ve svých misionářích, řeholních kongregacích, kněžích, laicích a biskupech, a je stále přítomna a má zásadní význam pro budoucnost této oblasti.“ Papež František se ve své encyklice Laudato si’ (2015) zaměřil na potřebu bránit chudé a jejich přirozené prostředí.
Od března 2015 koordinuje celoamazonská církevní síť (Red Eclesial Panamazónica – REPAM) činnost katolické církve v amazonském regionu a sdružuje kněze a misionáře, národní zástupce Caritas a laické obhájce, kteří se snaží chránit před vykořisťováním původní obyvatele Amazonie i přírodní zdroje regionu. Arcibiskup Salvador Pineiro García-Calderón z Ayacucho, předseda peruánské biskupské konference, uvedl, že papež František navrhl uspořádat synodu věnovanou amazonskému regionu na setkání s peruánskými biskupy v květnu 2017 a zmínil se o tom i před ekvádorskými biskupy v září 2017.
František navštívil 19. ledna 2018 Peru, kde se setkal se 4 000 členy domorodých komunit z amazonského deštného pralesa. Řekl, že obyvatelé Amazonie jsou nyní ohroženi více než kdy jindy, a zpochybnil ochranářskou politiku, která ovlivňuje peruánský deštný prales. V Puerto Maldonado požádal, aby domorodé komunity byly uznány jako partneři, a ne jako menšiny. Řekl, že „veškeré úsilí, které vynaložíme, abychom znovu získali život amazonských národů, bude vždy příliš malé.“ Vyzval peruánský lid, aby skoncoval s praktikami, které ponižují ženy, a kritizoval sterilizaci domorodých žen.
Papež František 9. srpna 2019 oznámil, že synoda odsoudí izolacionismus a populismus, které „vedou k válce“. Papež také uvedl, že „globalizace a jednota by neměly být pojímány jako koule, ale jako mnohostěn: každý národ si zachovává svou identitu v jednotě s ostatními“. Na důsledky globalizovaného trhu upozornil již dříve také v pracovním dokumentu. Papež František oznámil, že svěcení ženatých kněží „rozhodně nebude“ jedním z hlavních témat, o nichž se bude na synodě jednat, a že jde „pouze o číslo Instrumentum laboris“.

## Přípravné a pracovní dokumenty
Přípravný dokument vydaný v červnu 2018 označil za klíčová témata synody roli žen v církvi, práva a tradice domorodého obyvatelstva a potřebu zajistit větší přístup k eucharistii. V předběžných jednáních byly zvažovány dvě možné novinky pro synodu: svěcení ženatých mužů na kněze a zkoumání možných oficiálních služeb pro ženy. Region se potýká s nedostatkem kněží, kteří by byli schopni sloužit odlehlému venkovskému obyvatelstvu. V lednu 2019 papež František vyjádřil pochopení pro svěcení ženatých mužů na kněze na tichomořských ostrovech: „Je to něco, o čem je třeba přemýšlet, když je tam pastorační potřeba.“ Vzhledem k tomu, že chléb na bázi pšenice, který se běžně používá k eucharistii, je nevhodný pro amazonskou vlhkost, může synoda zvážit povolení používat v regionu chléb na bázi juky. V květnu 2019 dal kardinál Cláudio Hummes nedostatek kněží do souvislosti s inkulturací. Řekl, že Amazonie potřebuje vlastní církev s „amazonskou a také domorodou tváří“, nikoli „evropskou církev přesazenou do Amazonie“. Položil otázku: Jaký je stav amazonské Amazonie? Zeptal se: „Jak můžeme uvažovat o domorodé církvi pro domorodce, když neexistují domorodí duchovní?“
4. května 2019 papež František jmenoval Hummese generálním zpravodajem synody a jmenoval dva zvláštní tajemníky: Davida Martíneze De Aguirre Guineu, apoštolského vikáře v peruánském Puerto Maldonado, a otce Michaela Czerného, podsekretáře sekce pro migranty a uprchlíky Dikasteria pro podporu integrálního lidského rozvoje.
Pracovní dokument synody (instrumentum laboris) s názvem „Amazonie, nové cesty pro církev a integrální ekologii“ byl zveřejněn 17. června 2019. Klíčovými otázkami instrumentum laboris bylo svěcení ženatých mužů, role žen v církvi a otázky životního prostředí.
Pracovní dokument vyvolal mezi katolíky polarizované reakce. Podle kardinála Pedra Barreta Jimena předložený program „do značné míry vyjadřuje pocity a přání mnoha zástupců amazonského lidu“. Kardinál Walter Brandmüller však dokument označil za „heretický“, protože podle něj odporuje „v rozhodujících bodech závaznému učení církve“. Stejným směrem se vydal i kardinál Gerhard Müller, bývalý prefekt Kongregace pro nauku víry, který uvedl, že pracovní dokument obsahuje „falešné učení“ o Božím zjevení. Müller dodal, že „žádný papež, synoda ani koncil nemohou umožnit svěcení žen na biskupa, kněze nebo jáhna.“ Kardinál Burke a biskup Athanasius Schneider vyhlásili kampaň 40 dní modliteb a půstu, aby zajistili, že „blud a hereze nezvrátí nadcházející synodu“. Kardinál Burke označil pracovní dokument za „přímý útok na Kristovo panství“ a „apostazi“. Venezuelský kardinál Urosa označil instrumentum laboris za „docela dobré“ v oblasti ekologie, ale trpící „mnoha nedostatky“ v ekleziologii a misijních otázkách. Kardinál Sarah, prefekt Kongregace pro bohoslužbu, prohlásil, že se „obává, že někteří lidé ze Západu toto shromáždění zkonfiskují, aby posunuli vpřed své projekty [...], přičemž myslí zejména na svěcení ženatých mužů, vytváření ženských služeb nebo předání jurisdikce laikům“. Podle Sarah se tyto body týkají univerzální církve, a proto „nemohou být projednávány na partikulární a místní synodě“.
Arcibiskup Svjatoslav Ševčuk, hlava ukrajinské řeckokatolické církve, navrhl, aby ti, kdo uvažují o ženatých kněžích, aby překonali nedostatek kněží v latinské církvi, „postupovali opatrně“, protože povolení svěcení ženatých mužů neřeší nedostatek kněží v jeho církvi, zejména ve Spojených státech a Kanadě. Řekl: „Nehledejte snadná řešení obtížných problémů“.

## Závěrečný dokument
Dne 26. října 2019 synoda v hlasování 128 hlasů pro a 41 proti navrhla, aby ženatí muži, kteří jsou trvalými jáhny, byli v amazonské oblasti vysvěceni na kněze, „v extrémních situacích a za určitých podmínek“.
Jiný návrh v hlasování, v němž se 137 hlasů vyslovilo pro a 30 proti, doporučil pokračovat ve studiu možnosti svěcení žen na jáhenky. Sestra Nathalie Becquartová, konzultantka generálního sekretariátu biskupské synody a v Římě pro synodu o Amazonii, však poznamenala, že: „Vzhledem k tomu, že výzvou je deklerikalizace, možná by mohla existovat i jiná cesta, ... představit si církev s jiným služebným systémem, méně zaměřeným na svěcení“. Stejně tak peruánský kardinál Pedro Barreto, když mluvil o řeholnicích, které slouží para-liturgii přijímání, řekl, že lidem vysvětlil, že „to není eucharistie“, ale oni mu řekli: „Dáváme přednost mši sestry před mší kněze, který rychle přichází a odchází.“ Dále vysvětloval, že mnozí na synodě „hodně trvali na tom, že je třeba přejít od ,pastorace [služby] návštěvyʻ k ,pastoraci [služby] přítomnostiʻ“. Skutečnost je taková, řekl, že „přítomnost [církve] mezi nejvzdálenějšími národy probíhá prostřednictvím řeholnic“.

## Recepce
Kardinál Camillo Ruini, bývalý římský generální vikář, prohlásil, že svěcení ženatých mužů v Amazonii je „špatná volba“ a že povolení necelibátních kněží by znamenalo přizpůsobení se moderní kultuře namísto ducha církve ve službě Bohu. Ruini také tvrdil, že povolení ženatých kněží by bylo další ranou instituci manželství v katolické církvi. Americký náboženský a politický spisovatel George Weigel kritizoval strukturu synodů v církvi s tím, že nikdy nereprezentují to, čemu věří laičtí katolíci, a označil je za maškarádu pro pronikání progresivních ideologií do katolické církve.
V listopadu 2019 skupina 100 katolíků obvinila Františka, že se během synody, na níž se při obřadu objevily dvě domorodé sochy těhotných žen, které údajně zobrazují bohyni plodnosti Pačamamu, dopustil „svatokrádeží a pověrčivosti“. Rakouský katolický aktivista Alexander Tschugguel později sochy ukradl z jejich expozice v Santa Maria in Traspontina a hodil je do Tibery. Jeden z účastníků obřadu však sochy označil za „Pannu Marii z Amazonie“ a předal je papeži.

## Následné kroky papeže Františka
V únoru 2020 papež František promulgoval svou navazující apoštolskou exhortaci „Querida Amazonia“ („Milovaná Amazonie“), v níž se nezmiňuje o kněžském svěcení ženatých mužů, ale prosí o „spravedlnost pro 33 milionů obyvatel regionu, o ochranu jejich životů, jejich kultur, jejich půdy, řeky Amazonky a deštných pralesů. proti ,zločinu a nespravedlnostiʻ, které v regionu páchají mocné ekonomické zájmy, národní i mezinárodní, jež hrozí zničením lidí a životního prostředí“. Téměř polovina dokumentu pojednává o „potřebě radikální, misijní obnovy amazonské církve, která zahrnuje inkulturaci na všech úrovních, včetně liturgie, církevních služeb a organizace, a rozvoj ,specifické církevní kultury, která je výrazně laickáʻ, která dává větší roli laikům, a zejména ženám“.